# Contea di Shucheng
La contea di Shucheng (舒城县S, Shūchéng XiànP) è una contea della Cina, situata nella provincia dell'Anhui.